# Peul-peul
Le Peul-peul ou mouton peul sénégalais est une race ovine locale du Sénégal principalement élevée pour sa viande. Il fait partie du groupe des moutons à poils à queue fine et plus particulièrement au type africain à longues pattes. Il fait partie des quatre races ovines principales du pays et est le plus répandu,. 

## Origine
Le Peul-peul est originaire des moutons peuls (ou race peulhe) élevés par le peuple des Peuls et qui se diffusèrent dans toute l'Afrique de l'Ouest. Les moutons s'adaptèrent aux diverses régions et donnèrent naissance à diverses races locales, variantes du mouton des peuls. Au Sénégal, la région du Djolof est considérée comme le berceau de la race locale. Il est parfois appelé mouton du Sahel, Ful funi ou Fulani.
Parmi les autres moutons peuls, on trouve le Toronké au Soudan, le Bali-Bali au Niger et au Mali et le Sambourou chez les tribus peules du Sahel,.

## Description
C'est un mouton de taille moyenne, haut sur pattes, au front plat et à poil ras. Il a des oreilles tombantes de 12 à 13 cm en moyenne et des pendeloques, au niveau du cou, sont parfois présentes. La couleur de son pelage est très variable : clair tacheté de rouge ou de noir, pie noir et blanc dans la région du Ferlo et de couleur uniforme acajou dans la région du Fouta, vallée du fleuve Sénégal. Mais les animaux bicolores noir et blanc sont les plus courants tandis qu'un animal de couleur uniforme est assez rare. À un an, les animaux font entre 25 et 29 kg. Les animaux adultes ne dépassent pas les 40 kg en général. Mais dans de bonnes conditions d'engraissement, des mâles de trois ans peuvent atteindre les 80 kg. Le bélier a des cornes en spires pouvant atteindre les 30 cm. Une brebis sur deux peut être cornée mais ses cornes, petites et fines, ne dépassent pas les 10 cm.

## Élevage et production

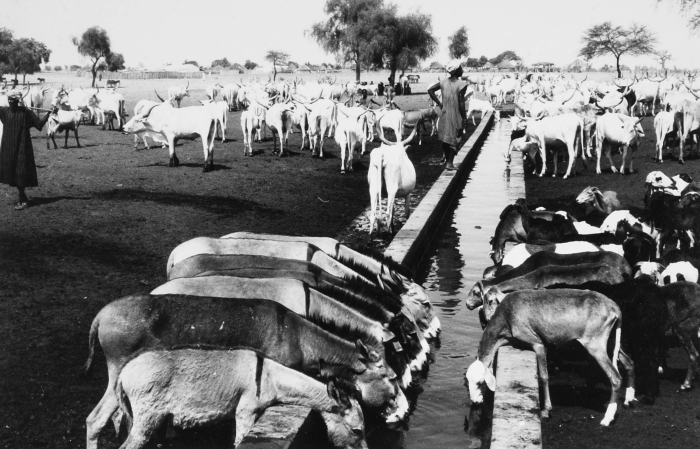
Bergers Peuls et leurs troupeaux d'ânes, moutons et bovins dans la région de Diourbel en 1964.

Le Peul-peul fait partie des races sahéliennes très bien adaptées au climat semi-aride et à la sécheresse. Bon marcheur, il peut réaliser de longs déplacements lors des transhumances. Il est élevé en mode extensif dans de grands troupeaux essentiellement conduits par les éleveurs Peuls mais aussi par les Wolofs et les Sérères.
Sa chair est tendre et savoureuse, et est une source importante de protéines pour les populations rurales. La race ne peut pas être utilisée pour la production de lait car la production des brebis est très faible avec 0,25 litre par jour. Le peu de lait issu de la traite est destiné à la consommation privée, au sein de la famille. La brebis donne naissance à un ou deux agneaux, jamais trois.

### Le Peul-peul lors de la fête de Tabaski
Le mouton joue un rôle socio-culturel très important lors de Tabaski et chaque année, plus de 500 000 moutons sont sacrifiés au Sénégal. L'animal est un symbole du statut social et financier de l'acheteur, son choix est donc très important. La race la plus recherchée est le ladoum suivie par le touabire. Le peul-peul est le mouton rural et il est peu recherché par les populations en zone urbaine. Il est en général acheté par les familles aux revenus modestes,. Mais à la suite de la demande de plus en plus importante pour la fête, une sélection sur la couleur des robes du peul-peul est faite. En effet, le mouton de Tabaski recherché doit être de couleur claire, de préférence blanc.

### Amélioration de la race
Contrairement à d'autres races ovines africaines, le Peul-peul a été peu étudié. Et bien que des besoins d'amélioration de la race et d'une meilleure gestion de la ressource soit présents, les besoins importants lors de Tabaski réduisent à néant le peu qui pourrait être réalisé.

## Croisements
Le Waralé est une race ovine sénégalaise issue d'un croisement entre un Peul-peul et un Touabire. Des animaux issus de croisements avec la race Bali-Bali sont également présents parmi les troupeaux.